# محمد عبدالوهاب (آهنگساز مصری)
محمد عبدالوهاب (۱۳ مارس ۱۹۰۲، باب‌الشعریه، قاهره - قاهره، ۴ مهٔ ۱۹۹۱) خواننده و آهنگساز مصری بود. او علاوه بر آنکه موسیقی بسیاری از ترانه‌های خوانندگان عرب از جمله ام کلثوم و عبدالحلیم حافظ را ساخته‌است، خود نیز ترانه‌های مشهوری را خواند.
او یادگاری است از دوران طلایی موسیقی مصر چنان‌که به همراه عبدالحلیم حافظ، ام کلثوم و فرید الاطرش؛ چهار ستون خیمه پرشکوه موسیقی و ترانه اعراب نامیده می‌شد.